# Ciemne (osada leśna w województwie mazowieckim)
Ciemne – osada leśna w Polsce, położona w województwie mazowieckim, w powiecie wołomińskim, w gminie Radzymin.
W latach 1975–1998 miejscowość administracyjnie należała do województwa warszawskiego.